# Планинарски дом Орлово гнездо
Планинарски дом Орлово гнездо се налази се на Фрушкој гори, на Поповици, нешто даље од насеља према Парагову. Власништво је ПСД „Југодент” из Новог Сада.